# Saint-Affrique
Saint-Affrique en francés, Sant Africa en occitano, es una localidad y comuna francesa situada en el departamento del Aveyron, en la región de Mediodía-Pirineos.
Sus habitantes se denominan Saint-Affricains.

## Geografía
Saint-Affrique está situada en el valle del Sorgues, à 35 km al oeste de Millau y a 15 km de Roquefort-sur-Soulzon

## Pueblos cercanos
- en el cantón de Saint-Affrique:
  - Calmels-et-le-Viala, Roquefort-sur-Soulzon, Saint-Jean-d'Alcapiès, Saint-Rome-de-Cernon, Vabres-l'Abbaye y Versols-et-Lapeyre;
- en el cantón de Camarès (arrondissement de Millau):
  - Gissac;
- en el cantón de Cornus (arrondissement de Millau):
  - Saint-Jean-et-Saint-Paul;
- en el cantón de Saint-Rome-de-Tarn (arrondissement de Millau):
  - Les Costes-Gozon y Saint-Rome-de-Tarn.

## Historia
Las murallas de la ciudad fueron destruidas por orden de Richelieu en 1632.

## Administración
Saint-Affrique es la capital del cantón de Saint-Affrique.
Saint-Affrique es también el nombre que se le da a la aglomeración urbana que incluye a la villa de Vabres-l'Abbaye con una población total de 8592 habitantes y una superficie de 152,32 km² (con una densidad de 56 habitants/km²).
- Código postal: 12400

Antes de la reforma administrativa de 1926, Saint-Affrique era también la capital del arrondissement de Saint-Affrique, que se eliminó, y que agrupaba a 6 cantones y 56 comunas.
Durante la Revolución francesa (en el Terror), la ciudad fue rebautizada temporalmente como Montagne sur Sorgues por las autoridades revolucionarias.

## Demografía
- v. 1882:
  - Población: 7 622

- 1990:
  - Población: 7 798
  - Población del municipio: 7 798
  - Población total: 8 322

- 1999:
  - Población: 7 507
  - Población municipal: 7 503
  - Población total: 8 412

- Densidad de población actual: alrededor de 68 habitantes/km².

| 7142 | 7674 | 8223 | 8475 | 7798 | 7507 |
| Para los censos de 1962 a 1999 la población legal corresponde a la población sin duplicidades (Fuente: INSEE [Consultar]) |      |      |      |      |      |

## Heráldica
Escudo de la villa de Saint-Affrique:
« D'or à la croix fleurdelysée d'azur chargée en pointe d'un croissant du même, au chef aussi d'azur chargé de trois fleurs de lys du champ. »

## Celebridades
- Lugar de nacimiento de Pierre Frédéric Sarrus (1798-1861), matemático, "Regla de Sarrus", método fácil para calcular el determinante de una matriz 3×3.

- Lugar de nacimiento del general Édouard de Curières de Castelnau, nacido el 24 de diciembre de 1851.

- Lugar de nacimiento de Émile Borel (1871-1956), matemático autor de trabajos sobre el cálculo de probabilidades y de la teoría de juegos estratégicos.

- Lugar de nacimiento de Richard Sainct (1970-2004), piloto de motos francés, tres veces vencedor del  Rally París-Dakar (1999, 2000 et 2003).

- Lugar de nacimiento de Stéphane Diagana (1969), atleta especialista de los 400 metros, campeón del Mundo y de Europa.

## Patrimonio civil
- El Pont Vieux (Puente Viejo), clasificado como monumento histórico, construido hacia 1270.

## El Premio de Saint-Affrique
- El Prix de Saint-Affrique es un premio de pintura que se ha concedido durante la segunda mitad del siglo XX a los pintores de la "Joven pintura" que exponen en las principales galerías parisinas.

Este premio consiste en una estancia de un mes en el hotel del famoso cocinero François Decucq y permite a los artistas invitados visitar y pintar una de las más bellas regiones de Francia.
Los más famosos laureados con el prémio: Maurice Boitel, Daniel du Janerand,